# Niemysłowice
Niemysłowice (německy Buchelsdorf) je ves v jižním Polsku, v Opolském vojvodství, v okrese Prudník, ve gmině Prudník.

## Geografie
Ves leží v Opavské pahorkatině u úpatí Zlatohorské vrchoviny.

## Doprava
Vesnicí prochází silnice 1. třídy č. 41 (DK41).

## Pamětihodnosti
V obci se nachází renesanční římskokatolický kostel sv. Anny, vystavěný jako luterský ve 2. polovině 16. století z iniciativy Magadleny Bruntálské z Vrbna.